# Jack Davenport
Jack Arthur Davenport (Merton, 1 de marzo de 1973) es un actor británico. Es conocido por su interpretación del comodoro James Norrington en las serie de películas de Piratas del Caribe. Entre 2012 y 2013 formó parte del elenco de la serie de la NBC Smash. Actualmente interpreta a Jason Craig que la serie de Apple TV+ The Morning Show.

## Biografía
Jack Davenport, hijo de los actores Maria Aitken y Nigel Davenport, se crio en Ibiza durante los primeros años de su vida. Estudió literatura y cine en la Universidad de East Anglia. Está casado con la actriz escocesa Michelle Gomez desde el año 2000.

## Carrera

### Filmografía
Cine
- Criaturas feroces (1997)
- The Moth (1997)
- La sabiduría de los cocodrilos (1998)
- Tale of the Mummy (1998)
- Macbeth (1998)
- The Talented Mr. Ripley (1999)
- The Cookie Thief (1999)
- Ticks (1999)
- The Wyvern Mystery  (2000)
- El bunker (2001)
- Offending Angels (2001)
- Subterrain (2001)
- Not Afraid, Not Afraid (2001)
- Mundos opuestos (2001)
- Asylum (2001)
- Look (2001)
- Gypsy woman (2001)
- Dickens (2002)
- The Welsh Great Escape (2003)
- Eroica (2003)
- Pirates of the Caribbean: The Curse of the Black Pearl (2003)
- The Libertine (2004)
- Terrible Kisses (2004)
- A Higher Agency (2005)
- El día de la boda (2005)
- The Key Man (2007)
- Piratas del Caribe: en el fin del mundo (2007)
- This Life + 10 (2007)
- The Boat That Rocked (2009)
- Kingsman: The Secret Service (2014)
- Buscando venganza, dirigida por Niall Johnson (2016)
- Gernika (2016)
- The Wilde Wedding (2017)

Televisión
- This Life (1996-1997)
- Ultraviolet (1998)
- Coupling (2000-2004)
- Deadwood (2004)
- Agatha Christie's Marple (2004)
- El increíble viaje de Mary Bryant (2005)
- Swingtown (2007)
- Flashforward (2009)
- Smash (2012)
- Breathless (2013)
- Por qué matan las mujeres (Why Women Kill) (2019)
- The Morning Show (2019-presente)

## Premios y nominaciones
| British Independent Film Awards |                       |                                            |           |
| Año                             | Categoría             | Película                                   | Resultado |
| 2006                            | Movie - Choice Rumble | Pirates of the Caribbean: Dead Man's Chest | Ganador   |